# Allan Eriksson

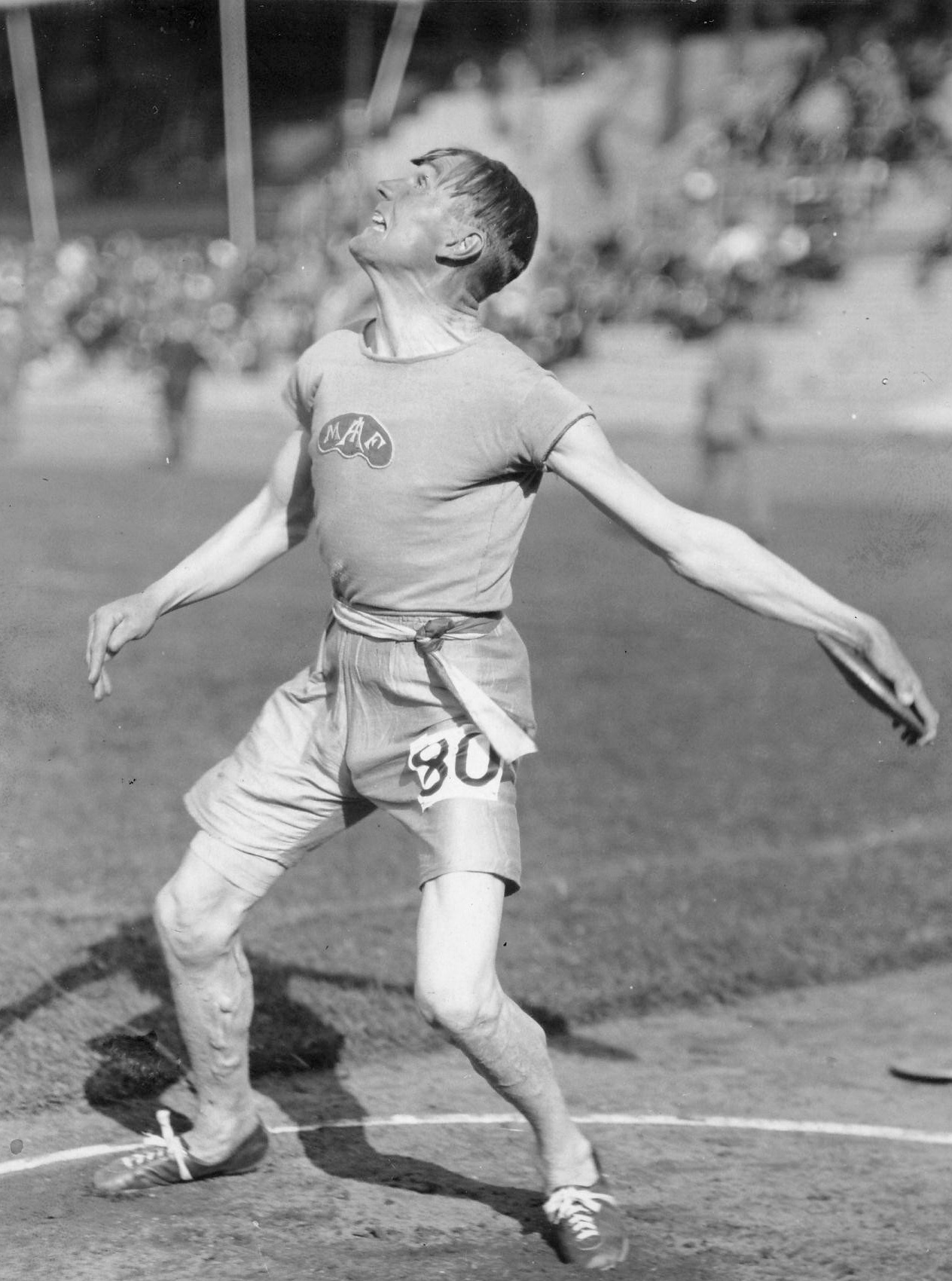
Allan Eriksson

Allan Eriksson (Allan Oskar Eriksson; * 21. März 1894 in Grängesberg; † 20. Februar 1963 in Ulricehamn) war ein schwedischer Diskuswerfer.
Bei den Olympischen Spielen 1920 in Antwerpen wurde er Sechster mit 39,41 m.
Von 1923 bis 1925 wurde er dreimal in Folge Schwedischer Meister im beidarmigen Diskuswurf.
Seine persönliche Bestleistung von 44,26 m stellte er am 6. Juni 1927 in Göteborg auf.